# 九重"夢"大吊橋

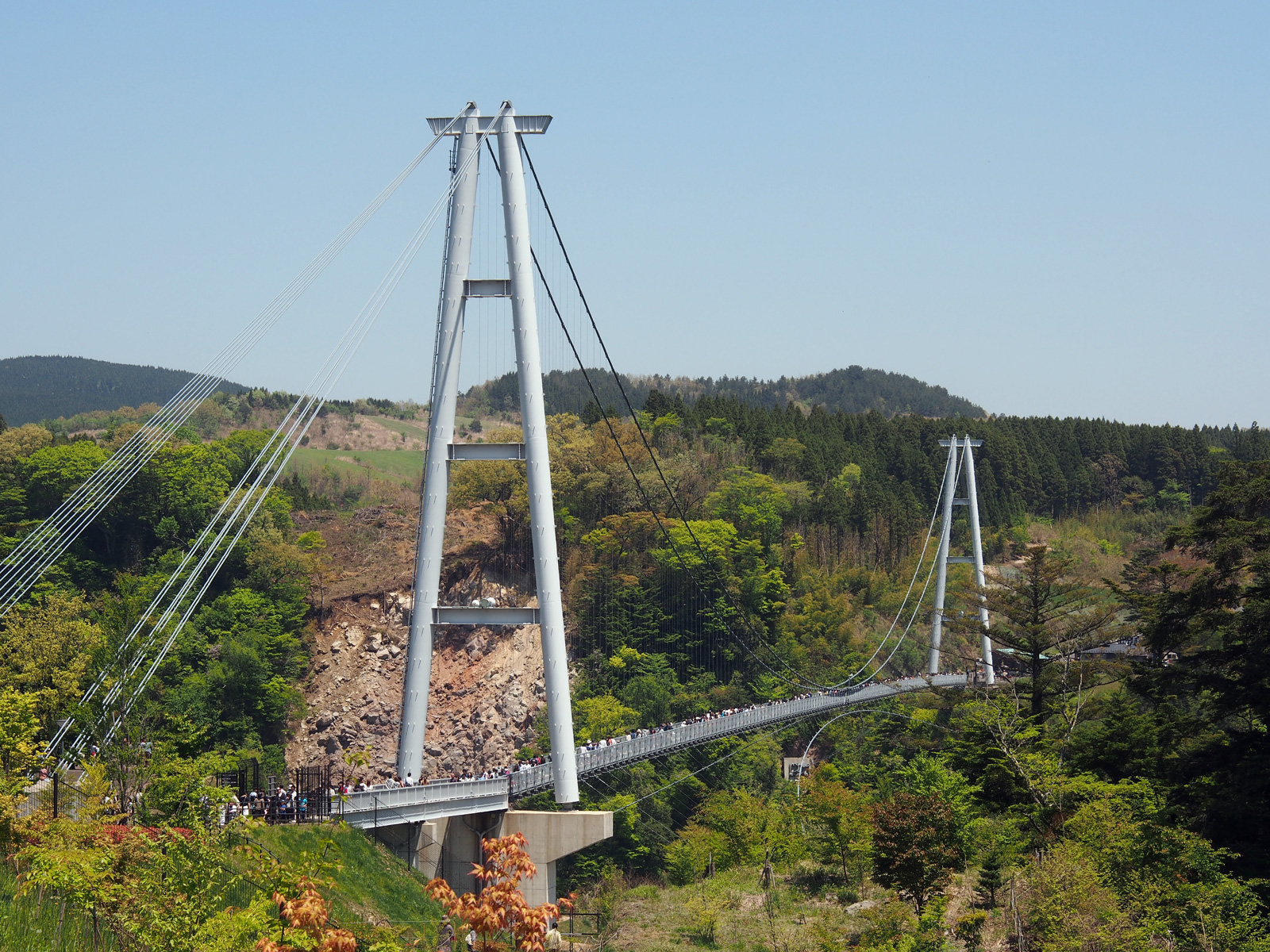
九重“夢”大吊橋

九重“夢”大吊橋（ここのえ“ゆめ”おおつりはし）は、大分県玖珠郡九重町にある歩行者専用の吊橋。日本一高い歩行者専用橋である。

## 概要
2006年10月30日に開通。高さ173m（水面より）、長さ390mで、当時は歩行者専用橋としては日本一の長さ及び高さであった。長さについては2015年12月14日に開通した箱根西麓・三島大吊橋（400m）に日本一を譲り、2025年3月には長さ日本3位に転落したが、高さでは依然として日本一である。なお、「世界一の専用歩道橋」としてギネスブックへの登録申請も行われたが、これは認められなかった。幅員は1.5mで、大人1,800人の荷重に耐えるように設計されている。中央部の床版はすのこ状のグレーチングになっていて、下を見ることができる。
橋からは、日本の滝百選の震動の滝や、紅葉の美しい九酔渓（鳴子川渓谷）の雄大な景色を望むことができる。
開通が紅葉の時期にあたったこともあり、入場者は、開通9日後に10万人を超え、開通からわずか24日後に年間目標の30万人を達成した。その後、翌2007年4月10日には100万人を突破し記念セレモニーが行われた。同年9月16日には200万人、2008年4月4日には300万人を達成。これにともなって、入場料収入も順調で、総事業費約20億円のうち、7億3000万円の地域再生事業債は、予定より8年早く、開通から2年で完済した。
大分県では平成の大合併により町村数が47からわずか4に激減したが、九重町では他の自治体と合併せず「自律のまち」を目指しており、この橋は町の観光振興計画の柱となっている。現在のところ、入場者数は予想を大きく上回っているものの、観光客の町内での滞在時間が短いため、今後は、いかにして滞在型の観光地を形成していくかが課題である。町では好調な入場料収入を利用した施設の充実などに力を入れている。

## 沿革
1956年7月に地元商店会の会員であった時松又夫が「谷に橋をかけりゃ滝も紅葉もきれいに見えるぞ」と発言したのに端を発する。その際長老たちからは「寝ぼけている」「誰が金を出すのか?」と一蹴された。しかしながら、1993年にこの案は町の観光振興計画に盛り込まれた。橋の名前は、この様な長年の「夢」のような話から“夢”を冠して名付けられた。
2007年10月から、九重町はこれまで未就学児に限っていた医療費助成の対象を小中学生にも拡大した。この拡大は、大吊橋の収益の一部を使うという町独自の条例に基づいている。これは県内の市町村では初めてであり、全国的にも珍しい取り組みであった。
2008年9月17日、「九重“夢”バーガー」の発売が開始された。このバーガーは同町および商工会による新しい名物作りの取り組みの中で生まれた。バーガーの開発に際しては、姉妹都市である佐世保市の佐世保バーガーの認定制度を参考にしている。このバーガーのイメージキャラクターは「ドリームバーガーくん」である。このバーガーの販売は、“夢”大吊橋に併設されているJA九重町飯田九重“夢”大吊橋農産品販売店などの町認定店舗で行われる。2008年11月現在、認定店舗は6店舗である。
2008年10月11日、県道40号飯田高原中村線バイパス（936メートル）が完成し、供用が開始された。従来はすれ違いが困難な狭い県道を遠回りしなければならなかったため、約3kmの渋滞が発生していた。事業費は8億円。
2022年3月25日、公募のイメージHR/HMソング（通称「橋メタル」）に、上方落語家・桂紋四郎がボーカルを務めるバンド「MONSHIROH」による「PROMENADE IN THE SKY（天空の散歩道）」が決定。

### 来場者数
- 2006年10月30日 - オープン[15]
- 2007年4月10日 - 100万人達成（オープンから163日目）[15]
- 2007年9月16日 - 200万人達成（オープンから322日目）[15]。開通から1年足らずで達成。当初の年間来場者数見込みは30万人であった。同日までの入場者数の1日平均は5,300人、最高は18,022人であった[16]。
- 2008年4月4日 - 300万人達成（オープンから522日目）[15]
- 2008年11月17日 - 400万人達成（オープンから750日目）[15]
- 2009年10月15日 - 500万人達成（オープンから1,082日目）[15]
- 2010年11月8日 - 600万人達成（オープンから1,471日目）[15]
- 2012年4月13日 - 700万人達成（オープンから1,993日目）[15]
- 2013年10月21日 - 800万人達成（オープンから2,549日目）[1]。
- 2015年6月5日 - 900万人達成（オープンから3,141日目）[17]。
- 2016年6月1日 - 熊本地震による風評被害対策として、6月1日から7月31日までの2ヶ月間、無料開放される[18]。
- 2017年3月1日 - 1,000万人達成[19]

## 利用情報

### 営業時間・定休日
- 営業時間 - 8時30分から17時（7月から10月は18時）まで　 ※通行券の販売は営業終了30分前まで。
- 定休日 - 無し。
- 通行料 -中学生以上は500円、小学生は200円である。往復料金と称しているが、ゲートを出ない限り何度でも通行が可能。

### 交通
自家用車
- 大分自動車道九重IC より、大分県道40号飯田高原中村線へ。

※この道路は紅葉シーズンには渋滞することから、九重町では「四季彩ロード」の利用を促進している（詳細は公式サイトを参照）。
公共交通機関など
- 九重町コミュニティバスの長者原線で、以下の停留所停留所から最寄りとなる「大吊橋中村口」停留所までアクセス可能。
  - JR九州久大本線 豊後中村駅
  - 大分自動車道九重IC（九重バスストップ） ※福岡・大分方面への高速バスと接続。
  - 九州横断バス 九重登山口バス停
- 別府温泉および由布院温泉より、亀の井バスが定期観光バスを運行している。